# Crivești (Vânători), Iași

Crivești este un sat în comuna Vânători din județul Iași, Moldova, România.